# Effie Gray
Euphemia Chalmers Millais, Lady Millais (rozená Gray; 7. března 1828 Perth – 23. prosince 1897 Perth) byla skotská malířka a žena malíře hnutí prerafaelitů Johna Everetta Millaise. Předtím byla vdaná za uměleckého kritika Johna Ruskina, ale sňatek byl anulován. Tento slavný „milostný trojúhelník“ byl mnohokrát dramatizován v podobě divadelních her, filmů a opery.

## Životopis

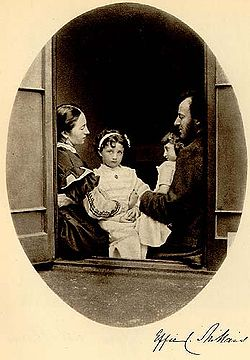
Fotografie od Lewise Carrolla z 21. července 1865, zachycuje Effie Gray, Johna Everetta Millaise a jejich dcery Effie a Mary v domě 7 Cromwell Place. Podepsána „Effie C. Millais”.

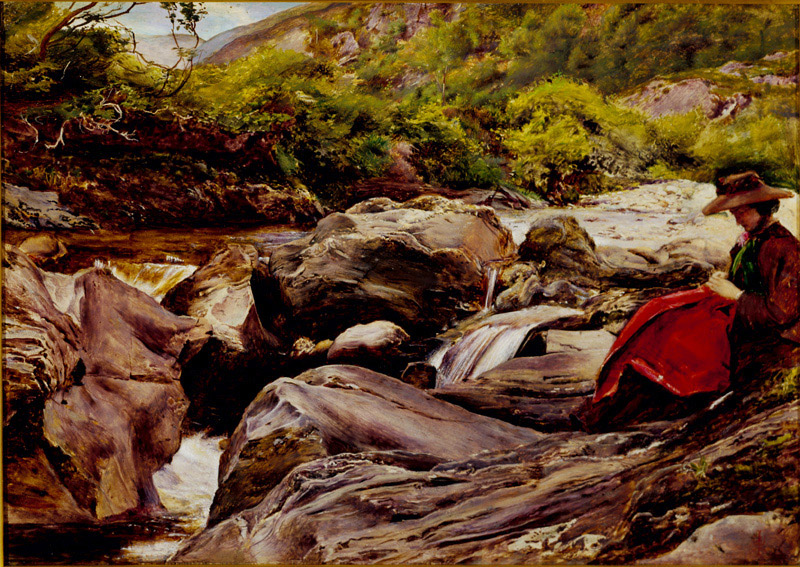
Vodopád, nebo Effie v Glenfinlas, 1853, Millais

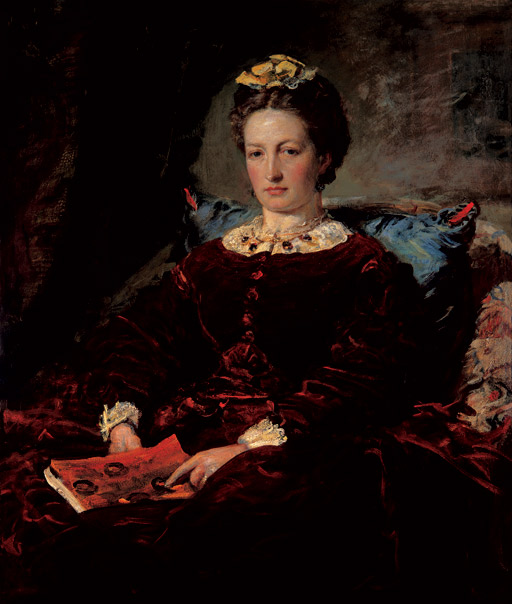
Gray ve středním věku, namalována Millaisem. V ruce drží výtisk Cornhill Magazine.

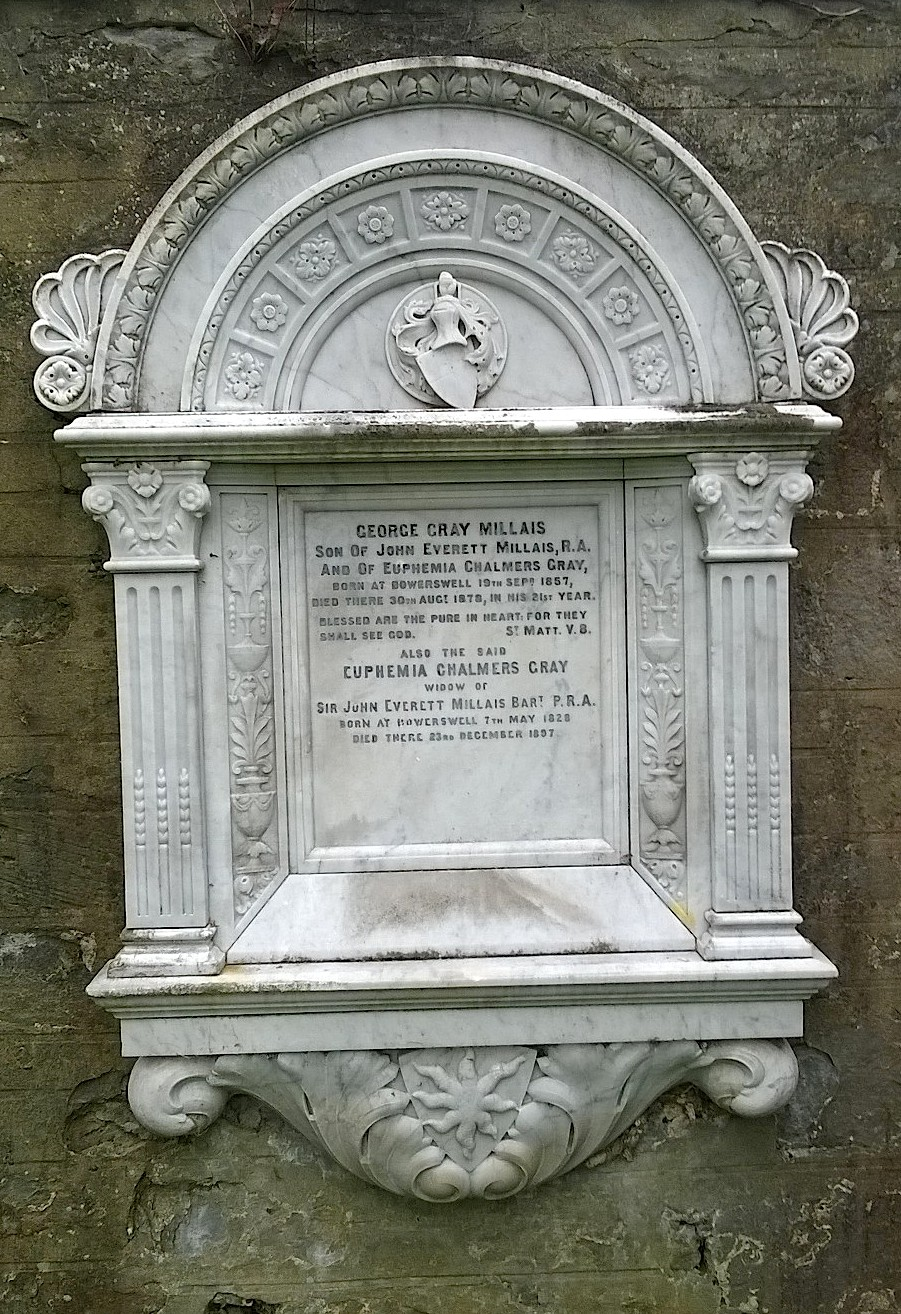
Euphemia Millais Gray, Perth, Skotsko

Euphemia Chalmers Gray, nejdříve nazývaná podomácku „Phemy“, později „Effie“ se narodila 7. března 1828 Sofii Margaret Gray a Georgeovi Gray v Perthu v oblasti Perthshire ve Skotsku. Její sestry Sophie a Alice často seděly modelem pro Johna Everetta Millaise.

### Vztah s Johnem Ruskinem a Johnem Everettem Millaisem
Její rodina znala Ruskinova otce a podněcovala sňatek mezi Effie a Ruskinem. Ruskin pro Effie napsal fantasy novelu The King of the Golden River, v roce 1841, když jí bylo dvanáct let. Ruskina si vzala když jí bylo 20 let. Po jejich sňatku v roce 1848 odcestovali do Benátek, kde Ruskin dělal výzkum pro svou knihu The Stones of Venice. V Perthu ve Skotsku, žili v Bowerswell, v domě kde se Ruskinův dědeček zabil, když si podřízl hrdlo v roce 1817.

Odlišnosti jejich povahy se výrazně ukazovaly v kontrastu jejich priorit. Pro Effie byly Benátky příležitostí jak se dostat do společnosti, zatímco Ruskin samotářsky studoval. Zejména se soustředil na zachycení podoby Ca' d'Oro a Palazzo Ducale, protože se bál, že budou brzy zničeny rakouským okupačním vojskem. Jeden z vojáků, poručík Charles Paulizza se s Effie spřátelil, proti čemuž Ruskin nic nenamítal. Její bratr, mimo jiné, později tvrdil, že Ruskin dobrovolně podporoval toto přátelství, aby Effie kompromitoval a měl důvod se s ní rozejít. Když Effie o pět let později potkala Millaise, byla stále panna, neboť její sňatek s Ruskinem nebyl nikdy konzumován. Effie a Ruskin byli dohodnuti, že se zdrží pohlavního styku na pět let, aby se mohl Ruskin soustředit na jeho studia. Dalším důvodem mohl být jeho odpor k určitým aspektům jejího těla. Effie později napsala svému otci:
„Udal různé důvody, jako nenávist k dětem, náboženské motivy, touhu zachovat mou krásu, a konečně tento rok mi sdělil jeho pravý důvod...že si představoval ženy jinak, něž jak mě viděl, a důvod proč mě neučinil svou Ženou byl, že byl znechucen mou osobou od prvního večera.“
Ruskin toto potvrdil v prohlášení svému právníkovi během procesu anulování sňatku: „Možná se zdá být zvláštní, že jsem se mohl zdržet ženy, která je pro mnoho lidí tolik atraktivní. Ale ačkoli její tvář je krásná, její osoba nebyla formována ke vzbuzení vášně. Naopak, byly zde jisté okolnosti v její osobě, které to kompletně potvrdily.“ Důvod Ruskinova odporu není znám. Objevily se různé návrhy jako odpor k pubickému ochlupení nebo menstruační krvi. Robert Brownell ve své analýze Marriage of Inconvenience naopak argumentuje, že Ruskinova potíž s manželstvím byla finanční podstaty, protože se Ruskin obával, že se Effie a její méně bohatší rodina snaží napojit na Ruskinovo poměrně velké bohatství.
Během manželství s Ruskinem, Effie seděla modelem pro Millaisův obraz The Order of Release, kde je vyobrazena jako věrná žena skotského rebela, kterému zajistila propuštění z vězení. Effie se sblížila s Millaisem, když doprovázel manžele na výletě do Skotska, aby namaloval Ruskinův portrét podle principů umělecké kritiky. V této době strávené v Brig o' Turk v Trossachs, se do sebe zamilovali. Zatímco Millais pracoval na portréru jejího manžela, udělal i mnoho kreseb Effie. Poslal také humorný obrázek sebe, Effie a Ruskina svým přátelům. Effie kopírovala některé jeho práce.
Po jejich návratu do Londýna, se Effie odloučila od Ruskina s tím, že jde navštívit svou rodinu. Poslala zpátky svůj svatební prsten se zprávou oznamující její záměr zažádat o anulaci sňatku. S podporou rodiny a mnoha vlivných přátel, usilovala o schválení anulace, což vyústilo ve veřejný skandál. Sňatek byl nakonec anulován na základě „neléčitelné impotence“ v roce 1854. V roce 1855 se provdala za Johna Millaise a měli spolu osm dětí: Everett (1856), George (1857), Effie (1858), Mary (1860), Alice (1862), Geoffroy (1863), John (1865) a Sophie (1868). Nejmladší syn John Guille Millais byl významný umělec a zahradník. Effie také seděla modelem pro několik manželových děl jako např. Peace Concluded (1856), kde je idealizována jako ikona krásy a plodnosti. Když se Ruskin později ucházel o ruku náctileté dívky, Rose La Touche, její rodiče byli znepokojeni. Napsali Effie, aby se jí zeptali na její manželství s Ruskinem. Ve své odpovědi popsala Ruskina jako despotického manžela. Zásnuby se nekonaly.

### Vliv na Millaise
Po sňatku s Effie, Millais začal malovat s více širokým gestem, který Ruskin odsoudil jako katastrofální. Sňatkem získal i velkou rodinu, kterou musel živit, takže se spekuluje, že se snažil chrlit populární díla kvůli finančnímu zisku, což ovšem nebylo potvrzeno. Effie byla efektivní manažerka manželovy kariéry a často s ním spolupracovala na výběru jeho témat. Její deník naznačuje, že měla velkou úctu k dílům svého manžela. V jeho práci je stále rozpoznatelný vliv prerafaelitů i několik let po sňatku. Ovšem, Millais nakonec opustil obsesi prerafaelitů v detailech a začala malovat v mnohem volnějším stylu, kterým vytvořil mnohem více děl za daný čas a úsilí. Mnoho obrazů je inspirován jeho rodinným životem s jeho ženou. Často používal své děti a prarodiče jako své modely.

### Pozdější život
Anulace sňatku s Ruskinem jí zamezila účastnit se událostí na nichž byla přítomna královna Viktorie. Effie i jejího manžela to poměrně trápilo, protože Effie byla společensky velmi aktivní, ačkoli stále se našlo mnoho těch, kteří v jejím případě vyjadřovali pochopení. Nakonec, když Millais umíral, svolila královna po přímluvě své dcery princezny Louisy, aby se Effie zúčastnila oficiální události. Šestnáct měsíců po smrti manžela, Effie zemřela v Bowerswell 23. prosince 1897. Je pohřbena na hřbitově Kinnoull v Perthu, který je zobrazen v Millaisově obraze The Vale of Rest. Effiin otec v roce 1870 Millaisovi daroval západní okno v kostele Kinnoull. Je navrženo podle Millaisova návrhu.

## Dramatizace a literatura
Sňatek s Ruskinem a následná romance s Millaisem byla mnohokrát zdramatizována:
- The Love of John Ruskin (1912), němý film o Ruskinovi, Gray and Millaisovi
- The Love School (1975), série BBC serieso prerafaelitech, hrají Anne Kidd (Gray), David Collings (Ruskin), and Peter Egan (Millais)
- John Ruskin's Wife (1979), novela od Evy McDonald
- Dear Countess (1983), rádiová hra od Elizabeth Morgan. Vystupují: Derek Jacobi (Ruskin), Bridget McCann (Gray), Michael Fenner (Millais)
- The Passion of John Ruskin (1994), krátký film režírovaný Alex Chappel, hrají: Mark McKinney (Ruskin), Neve Campbell (Gray) and Colette Stevenson (hlas Gray).
- Modern Painters (1995), opera o Ruskinovi, Grya Millaisovi od Davida Langa, libreto Manuela Hoelterhoff.
- Parrots and Owls, (1994) rádiová hra od Johna Pursera
- The Countess (1995), hra kterou napsal Gregory Murphy soustředící se na rozpad manželství mezi Gray a Ruskinem
- The Order of Release (1998), rádiová hra od Robin Brooks. Vystupují: Bob Peck (Ruskin), Sharon Small (Gray) a David Tennant (Millais)
- The Woman Who Gave Birth to Rabbits (2002), kolekce krátkých příběhů od Emmy Donoghue, včetně příběhu Come, Gentle Night o svatební noci Ruskina a Grey
- Mrs Ruskin (2003), hra od Kim Morrissey o rozpadu manželství a vztahu v přetvářce s Ruskinovou dominantní matkou
- Desperate Romantics (2009), šestidílné televizní drama od BBC a Prerafalitském Bratrství. Effie hraje Zoe Tapper
- Effie Gray (2014), film z produkce Emmy Thompson, hrají: Dakota Fanning (Effie), Tom Sturridge (Millais) a Greg Wise (Ruskin)[14]